# Buffalo AKG Art Museum

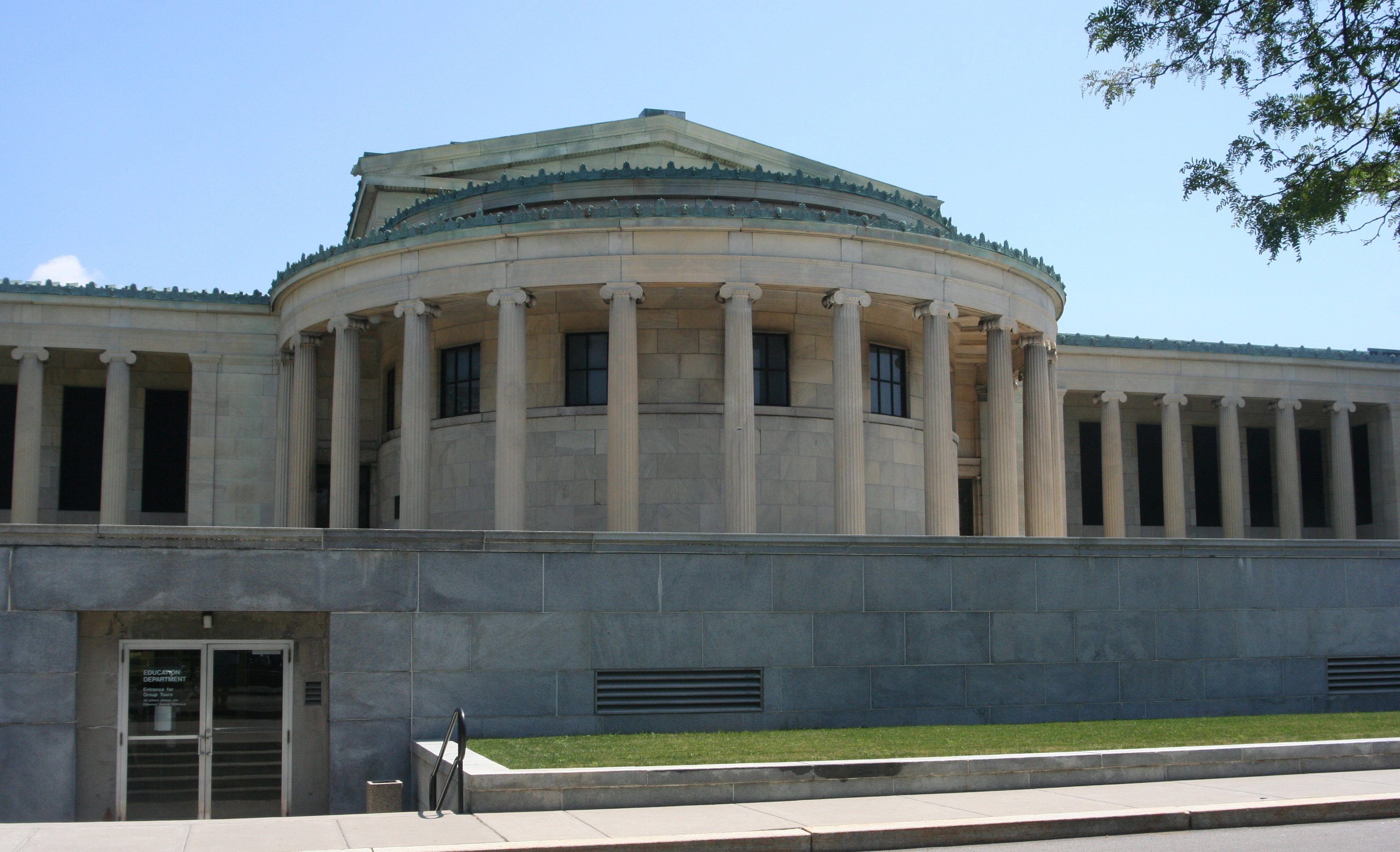
vista general de la galeria

El Buffalo AKG Art Museum és un museu d'art, al Delaware Park de la ciutat de Buffalo a l'estat de Nova York. La galeria és un aparador important per a l'art modern i l'art contemporani. Es troba just davant de la universitat de Buffalo State. El juny 2023 va reobrir després una restauració i eixamplada profunda que va trigar deu anys. En aquesta ocasió va canviar l'antic nom de l'Albright-Knox Art Gallery.

## Història
L'organització de pares de la Galeria d'Art Albright-Knox és a l'Acadèmia de Belles Arts de Buffalo, i fou fundada el 1862. És una de les més antigues institucions d'art públic als Estats Units. El 1890, l'empresari i filantrop de Buffalo Joan J. Albright, un ric industrial local, va iniciar la construcció de la Galeria d'Art Albright per a l'Acadèmia. L'edifici va ser dissenyat per l'arquitecte local Edward Brodhead Green. Inicialment estava destinat a ser utilitzat com a Pavelló de Belles Arts de l'Exposició Panamericana de 1901, però els retards en la construcció van fer que quedés incompleta fins al 1905.
El 1962, una nova addició es va fer a la galeria a través de les contribucions dels Seymour H. Knox, Jr i la seva família, i molts altres donants. En aquest moment, el museu va rebre el nom de Galeria d'Art Albright-Knox. El nou edifici va ser dissenyat per Skidmore, Owings and Merrill arquitecte Gordon Bunshaft, que es caracteritza per la Lever House a la ciutat de Nova York.
La Galeria d'Art Albright-Knox apareix a la Registre Nacional de Llocs Històrics dels Estats Units.

## Col·lecció
La col·lecció de la galeria inclou diverses peces que abasten l'art a través dels segles. Es poden trobar obres d'art impressionistes i Post-impressionistes, estils que es poden trobar en obres d'artistes del segle xix, com ara Paul Gauguin i Vincent van Gogh. També hi ha estils revolucionaris de principis del segle xx, com ara cubisme, surrealisme, constructivisme, que estan representats en les obres d'artistes com Pablo Picasso, Georges Braque, Henri Matisse, André Derain, Joan Miró, Piet Mondrian i Alexander Rodchenko, entre d'altres.
La zona més moderna de la col·lecció conté peces d'expressionisme abstracte, pop art, i l'art de la dècada de 1970 fins a finals del segle, representada per artistes com Arshile Gorky, Jackson Pollock i Andy Warhol. La col·lecció inclou obres contemporànies d'artistes com Kiki Smith, Allan Graham, Georg Baselitz, John Connell i Per Kirkeby.